# جيانغ ون
جيانغ ون (بالصينية: 姜文) (و. 1963 – م) هو ممثل، وكاتب سيناريو، ومخرج سينمائي من جمهورية الصين الشعبية . ولد في تانغشان .

## التعليم
تعلم في Central Academy of Drama

## روابط خارجية
- جيانغ ون على موقع IMDb (الإنجليزية)
- جيانغ ون على موقع ألو سيني (الفرنسية)
- جيانغ ون على موقع أول موفي (الإنجليزية)
- جيانغ ون على موقع قاعدة بيانات الأفلام السويدية (السويدية)
- جيانغ ون على موقع قاعدة بيانات الفيلم (الإنجليزية)
- جيانغ ون على موقع كينوبويسك (الروسية)